# Lázaro Cárdenas del Río (Tabasco)
Lázaro Cárdenas del Río es una localidad del municipio de Huimanguillo ubicado en la subregión de la Chontalpa del estado mexicano de Tabasco.

## Historia
La localidad fue creada después de haberse desfusionado de Pedregalito 1.ª Sección el 15 de noviembre de 2019.

## Geografía
La localidad de Lázaro Cárdenas del Río se sitúa en las coordenadas geográficas 17°30′43″N 93°33′40″O / 17.512057, -93.561093, a una elevación de 47 metros sobre el nivel del mar.

## Demografía
Según el Conteo de Población y Vivienda 2020, efectuado por el Instituto Nacional de Estadística y Geografía, la localidad de Lázaro Cárdenas del Río tiene 124 habitantes, de los cuales 61 son del sexo masculino y 63 del sexo femenino. Su tasa de fecundidad es de 3.28 hijos por mujer y tiene 30 viviendas particulares habitadas.